# 坦塔羅斯海崖
84°55′S 168°25′W / 84.917°S 168.417°W
坦塔羅斯海崖（英語：Tantalus Bluffs），是南極洲的海崖，位於杜費克海岸，處於弗格森山東北部，俯瞰利夫冰川終點處，由新西蘭探險隊命名，現時由南極條約體系管理。